# 岡野昌弘
岡野 昌弘（おかの まさひろ、1944年7月31日 - ）は、広島県呉市出身の元バレーボール選手。サントリー（現サントリーサンバーズ）初代監督。第4回から第11回Vリーグ実行委員長。

## 来歴
私立呉港高校時代からセッターとして活躍する。家庭の事情で大学進学を断念し1963年富士フイルムに入社。チームは1969年、実業団リーグに降格したが、主将として翌1970年、日本リーグ復帰に導いた。1973年、空前のバレーボール人気に目を付け、チームが創設されたサントリーへ新チーム作りを請われ移籍。選手の引き抜きでバレー界は大揺れしたが、初代監督兼選手として大古誠司らと共に奔走。自ら全国を駈けずり選手を集めるなどで1974年、全日本実業団大会優勝、翌1975年、結成2年目の超スピードでチームを日本リーグ入りさせた。
1977年、監督を大古にバトンタッチし1978年には現役選手も引退。その後は総監督、部長などで1979年創部5年目での全日本都市対抗大会優勝をもたらした後1983年監督復帰。その後も部長、副部長など1997年までチームを指揮し強豪チームの礎を築いた。
その後女子バドミントンチーム部長も兼任し、社業では市場開発本部東部推進部課長などを務めた。また日本バレーボール協会常務理事、Vリーグ（プレミアリーグ・チャレンジリーグ）実行委員長として、選手引き抜き、消費者金融チームの参入、相次ぐ参加チームの廃部問題などに奔走した。その他JOCゴールドプラン委員会委員、アジアバレーボール連盟・マーケティング委員会委員などを務めた。